# Regra de origem
Uma regra de origem é um critério escolhido por países ou blocos regionais para caracterizar a origem das mercadorias. Podem ser classificadas em duas categorias:

## Normas de origem preferenciais
São regulamentos negociados entre países signatários de acordos preferenciais de comércio, cujo objetivo principal é assegurar que o tratamento tarifário preferencial se limite aos produtos extraídos, colhidos, produzidos ou fabricados nos países que assinaram os acordos. Os elementos principais das regras de origem são: critérios de origem, condições de expedição e de transporte e provas documentais. Para usufruir deste tratamento preferencial, é necessário obter o Certificado de Origem, que é um documento que permite comprovar se os bens cumprem os requisitos de origem exigidos em cada acordo e as condições estabelecidas. 

## Normas de origem não preferenciais
São o conjunto de leis, regulamentos e determinações administrativas estabelecidas pelo país importador, utilizados para a determinação do país de origem das mercadorias, desde que não relacionados a regimes comerciais contratuais ou autônomos que prevejam a concessão de preferências tarifárias. Esta categoria abrange todas as regras de origem utilizadas em instrumentos não preferenciais de política comercial, como na aplicação de: tratamento de nação mais favorecida, direitos antidumping e direitos compensatórios, salvaguardas, exigências de marcação de origem, restrições quantitativas discriminatórias ou quotas tarifárias, estatísticas e compras do setor público, entre outros.